# Hussein Shah di Johor
Hussein Mua'zzam Shah ibni Mahmud Shah Alam (1776 – Malacca, 2 settembre 1835) è stato sultano di Johor dal 1819 al 1835. È ricordato soprattutto per la firma di due trattati con il Regno Unito che portarono alla fondazione della moderna Singapore e grazie alla quale venne riconosciuto sultano di Johor e Singapore nel 1819 e sultano di Johor nel 1824.

## Primi anni di vita
Hussein Shah di Johor nacque nel 1776 ed era il figlio primogenito del sultano Mahmud Shah III e di Encik Makoh binti Daeng Maturang. Venne educato privatamente.

## Controversia sulla successione
Suo padre morì nel 1812 dopo aver regnato per più di cinquanta anni. Non aveva nominato nessun erede ufficiale lasciò due figli avuti con due donne diverse, entrambi i quali erano di estrazione bugis. Il figlio maggiore, Hussein Shah aveva maggiori possibilità di succedere al padre per la primogenitura sul suo giovane fratellastro Abdul Rahman Muazzam Shah. Hussein, tuttavia, si trovava nel Pahang quando suo padre morì.
La fazione bugis, guidata dal viceré Yamtuan Muda Raja Ja'afar, supportò Abdul Rahman come successore e velocemente organizzò una cerimonia di incoronazione prima del ritorno del fratellastro. Raja Ja'afar, in cambio del suo appoggio ad Abdul Rahman venne nominato reggente ed esercitava una certa autorità amministrativa. Hussein Shah era ancora nel Pahang in attesa dell'arrivo dei venti monsonici e non era a conoscenza dell'investitura del fratello come sultano. Raja Ja'afar aveva scritto una lettera a Hussein Shah in cui lo informava della morte del padre ma nella stessa non parlava dell'ascesa al trono del fratellastro. Fu il bendahara Tun Ali a mandare una lettera da Lingga in cui riportava l'incoronazione di Abdul Rahman avvenuta in assenza del fratello. Hussein Shah salpò dal Pahang per Lingga con l'arrivo dei venti favorevoli. Venne ricevuto dal sultano Abdul Rahman che offrì la sua abdicazione in suo favore. Abdul Rahman poco dopo fece marcia indietro dopo che Raja Ja'afar lo minacciò di morte. Hussein Shah rimase in esilio nelle isole Riau.
Furono sollevate molte questioni relative alla legittimità a regnare del sultano Abdul Rahman anche perché le insegne reali erano ancora nelle mani di Engku Putri Hamidah, la consorte principale del defunto sultano, che aveva dichiarato il suo sostegno a Tengku Hussein. Inoltre, egli aveva anche il sostegno dei temenggong e dei nobili malesi.
Abdul Rahman si dedicava sempre più alla religione e delegò tutti i compiti amministrativi a Raja Ja'afar. In quel tempo William Farquhar si avvicinò al sultano per proporre un'alleanza con gli inglesi, nel tentativo di ridurre l'influenza olandese nella regione.

## Fondazione della moderna Singapore

### Trattato del 1819
Nel 1818 Sir Thomas Stamford Raffles convinse la Compagnia britannica delle Indie orientali a istituire una nuova base nelle Indie Orientali.
Il 29 gennaio 1819 sbarcò sul sito della futura Singapore. Dopo aver appreso delle tensioni politiche del sultanato di Johor, Raffles strinse un accordo con Hussein. Gli inglesi avrebbe riconosciuto Hussein Shah come sultano e pagato una rendita per lui e per il temenggung (governatore) dell'isola di Singapore. In cambio, Hussein avrebbe permesso a Raffles di stabilire un avamposto commerciale a Singapore. Questo trattato venne firmato il 6 febbraio 1819.

### Trattato anglo-olandese del 1824
Con l'aiuto del temenggung, Raffles portò Hussein a Singapore. Gli olandesi erano estremamente scontenti delle sue azioni. Le tensioni tra gli olandesi e i britannici su Singapore persistettero fino al 1824, anno della firma del trattato anglo-olandese. Secondo i termini di questo accordo, gli olandesi avrebbero ritirato ufficialmente la loro opposizione alla presenza britannica a Singapore. Il trattato inoltre divise l'Impero di Johor in due stati: l'attuale Johor sotto gli inglesi e il nuovo sultanato di Riau sotto gli olandesi. Il trattato fu siglato a Londra.

## Anni successivi e morte
Gli inglesi ebbero successo nell'archiviare l'influenza olandese proclamando Hussein Shah come sultano di Johor e Singapore. L'affermazione di Hussein Shah di essere sultano era però a detta di molti non riconosciuta dagli altri governanti malesi che lo ritenevano un sovrano solo nominale. La posizione del temenggong Abdul Rahman, d'altra parte, uscì rafforzata dalla firma dei trattati mettendo da parte Raja Ja'afar. Gli olandesi presero la coraggiosa iniziativa di sequestrare le insegne reali grazie a Engku Putri Hamidah, madre dell'ex sultano, dopo aver sentito che Hussein aveva chiesto aiuto ai britannici per entrare in possesso di esse. Nel novembre del 1822 Abdul Rahman venne incoronato sultano di Lingga con quelle insegne reali.
Nella parte successiva del suo regno, la crescente influenza britannica indusse alcuni nobili malesi, in particolare Bendahara Ali, a riconoscere Hussein Shah come sovrano. Abdul Rahman, che preferiva dedicarsi alla religione, era soddisfatto del suo nuovo regno, anche se mise la sua famiglia sotto la direzione amministrativa di Raja Ja'afar che governava con il favore degli olandesi. Tuttavia, rimasero irrisolte diverse ambiguità legali in varie questioni locali, come ad esempio i rapporti tra il Johor e il Pahang. Quest'ultimo era de jure possedimento del sultano Abdul Rahman e dei suoi successori, ma il trattato del 1824 escluse gli olandesi dall'esercitare autorità politica sia sul Johor che sul Pahang. Alla luce di tali circostanze, il temenggong e il bendahara esercitarono la loro autorità in modo di fatto indipendente. Inoltre, come risultato della forte influenza britannica nella penisola malese, la continua evoluzione delle dinamiche politiche gradualmente relegò queste dispute di legittimità all'irrilevanza. Nel 1857, il sultano di Lingga, Mahmud Muzaffar Shah, che era anche de jure capo della casa reale di Johor, Pahang e Lingga rivendicò la corona di questi stati e innescò un breve guerra civile nel Pahang. L'episodio è narrato nel poema Syair Rakis, scritto da un lontano parente del sultano.
Hussein da parte sua, non perseguì alcuna pretesa attiva dei suoi diritti di sovranità oltre il Johor, anche dopo la morte del temenggong Abdul Rahman avvenuta nel 1825. Ibrahim, il suo successore, era infatti ancora molto giovane al momento. Hussein trascorse la maggior parte del suo tempo nella sua residenza di Singapore, l'Istana Kampong Glam, fino al 1834, quando si trasferì a Malacca. I rapporti lo descrivono come un uomo scoraggiato, a quanto pare per la mancanza del potere e dell'autorità che gli sarebbe spettata come monarca. Hussein morì a Malacca il 2 settembre 1835 e fu sepolto nella moschea Tranquerah.